# Simulium penobscotensis
Simulium penobscotensis är en tvåvingeart som beskrevs av Snoddy och Bauer 1978. Simulium penobscotensis ingår i släktet Simulium och familjen knott. Inga underarter finns listade i Catalogue of Life.